# Monica Larner
Pour les articles homonymes, voir Larner.
Monica Larner est une critique de vin et auteure basée à Rome. Elle est la critique italienne de The Wine Advocate et eRobertParker.com, la publication bimensuelle sur le vin et le site Web fondé par le critique de vin, Robert Parker. Elle est choisie en 2013 par Parker pour remplacer le départ d'Antonio Galloni.
En 2003, Larner est sélectionnée pour être la première éditrice de Wine Enthusiast, magazine consacré au vin italien. Elle est également double lauréate du prix de Meilleure jeune journaliste de l'année (2008, 2010), l'un des plus grands honneurs décernés chaque année à l'exposition VinItaly. En 2012, Larner remporte le prix du Meilleur journaliste international également présenté par le jury du Comitato Grandi Cru d'Italia à VinItaly. Depuis 2013, Larner est la seule journaliste œnologique à avoir remporté l'un de ces premiers prix du journalisme œnologique à trois reprises.
Grâce à son travail au Wine Advocate, l'opinion de Larner sur les vins italiens est souvent cité par des publications médiatiques comme Forbes et Newsweek. Elle est décrite par Robert Parker comme « l'une des auteures les plus complètes à propos des vins italiens ».

## Jeunesse
Native de Los Angeles, la famille de Larner déménage à Rome quand elle a onze ans pour le tournage de la série télévisée Les vents de guerre où son père, Stevan Larner, travaille comme directeur de la photographie.
Après ses études secondaires en Italie et en Californie, Larner obtient ses diplômes de premier cycle et d'études supérieures en journalisme (une maîtrise avec une mineure en études italiennes) de l'Université de Boston et de l'Université de New York respectivement.

## Carrière
Larner commence sa carrière en travaillant pour le quotidien italien La Repubblica, suivie de quatre ans en tant que journaliste au bureau de Rome de BusinessWeek (ses notes incluent un regard approfondi sur la dynastie des vins Antinori). Elle passe deux ans en tant que rédactrice pour les actualités et le vin italien pour Italy Daily, une joint-venture avec l'International Herald Tribune et le Corriere della Sera qui a depuis fermé,.
La phase suivante de sa carrière est caractérisée par des voyages intenses pour quatre guides qu'elle a écrits, dont Living, Studying and Working in Italy et In Love en Italie,. 
En 1997, le père de Larner prend sa retraite et ses parents achètent un ranch de 134 acres à Ballard Canyon, Santa Barbara, en Californie. Monica aide à établir le vignoble ; sélection des clones, pose des cordons et élagage des vignes. Stevan Larner décède dans un accident de vignoble en 2005. Aujourd'hui, le frère œnologue de Monica, Michael, gère l'entreprise familiale.
En 2003, Larner est approchée par Wine Enthusiast pour être la première correspondante du magazine basé en Italie et est formée à utiliser le système de notation en 100 points par le rédacteur en chef Joe Czerwinski. Elle est parmi les premières écrivaines américaines à attirer l'attention sur les raisins indigènes italiens et les régions viticoles émergentes telles que l'Etna en Sicile,,. Au cours des dix années suivantes, ses responsabilités en matière de dégustation sont passées à 3 000 vins par an (soit 16 000 critiques publiées au total) et elle est nommée rédactrice italienne du magazine. Avant de quitter Wine Enthusiast, elle publie une édition spéciale collector de 185 pages consacrée aux vins d'Italie.
En 2013, elle rejoint l'équipe de The Wine Advocate en tant que critique italienne. L'un des premiers changements de Larner lors de la publication est l'ajout de nouvelles régions au « Vintage Chart » de The Wine Advocate qui répertorie les vins les plus dignes de la cave au monde. En plus de Barbaresco, Barolo, Bolgheri, Brunello di Montalcino et Chianti Classico, Larner ajoute Etna, Friuli, Taurasi, Trentino-Alto Adige et Valpolicella au tableau. En août 2013, Larner déclenche une controverse pour avoir refusé de goûter les vins d'un producteur italien qui avait utilisé des insultes raciales contre la première ministre afro-italienne d'Italie Cécile Kyenge,.

## Récompenses
- Récompensée du « Meilleur journaliste international » Feuille de vigne argentée à trois reprises par le Comitato Grandi Cru d'Italia, une association de 130 meilleurs producteurs[20].
- Gambero Rosso la reconnait comme une « leader de l'excellence italienne », une réalisation rare pour un non-italien[21].

## Travaux
- (en) Avec Travis Neighbor Ward, Living, Studying and Working in Italy, Holt Paperbacks, 2003, 365 p. (ISBN 978-0-8050-7306-5).
- (en) Working & Living France, 2nd (Working & Living : Cadogan), Cadogan Guides, 2008, 280 p. (ISBN 978-1-86011-369-7 et 1-86011-369-9).
- (en) Buying a Property : Italy (Buying a Property : Cadogan), Cadogan Guides, 2002 (ISBN 1-86011-879-8, lire en ligne).
- (en) In Love in Italy : A Traveller's Guide to the Most Romantic Destinations in the Country of Amore, RIZZOLI International, 2007, 239 p. (ISBN 978-0-8478-2935-4 et 0-8478-2935-9, lire en ligne).
- (en) Wine Enthusiast Magazine's Wines of Italy (Special Collector's Edition), Adam Strum, 2011.